# Тарадея
Тараде́я — река в России, протекает в Шацком районе Рязанской области. Правая составляющая реки Чечера.

## География
Река берёт начало у села Кулики. Течёт на северо-восток. У села Тарадеи сливается со своим правым притоком, рекой Буркачи. Ниже села Тарадеи на реке образован пруд. Устье реки находится в 7 км по правому берегу реки Чечера. Длина реки составляет 13 км.

## Данные водного реестра
По данным государственного водного реестра России относится к Окскому бассейновому округу, водохозяйственный участок реки — Цна от города Тамбов и до устья, речной подбассейн реки — Мокша. Речной бассейн реки — Ока.
Код объекта в государственном водном реестре — 09010200312110000029560.